# Wacław Jabłonowski
Wacław Jabłonowski (ur. 26 września 1898 w Warszawie, zm. 6 grudnia 1971 tamże) – polski działacz komunistyczny i związkowy.

## Życiorys

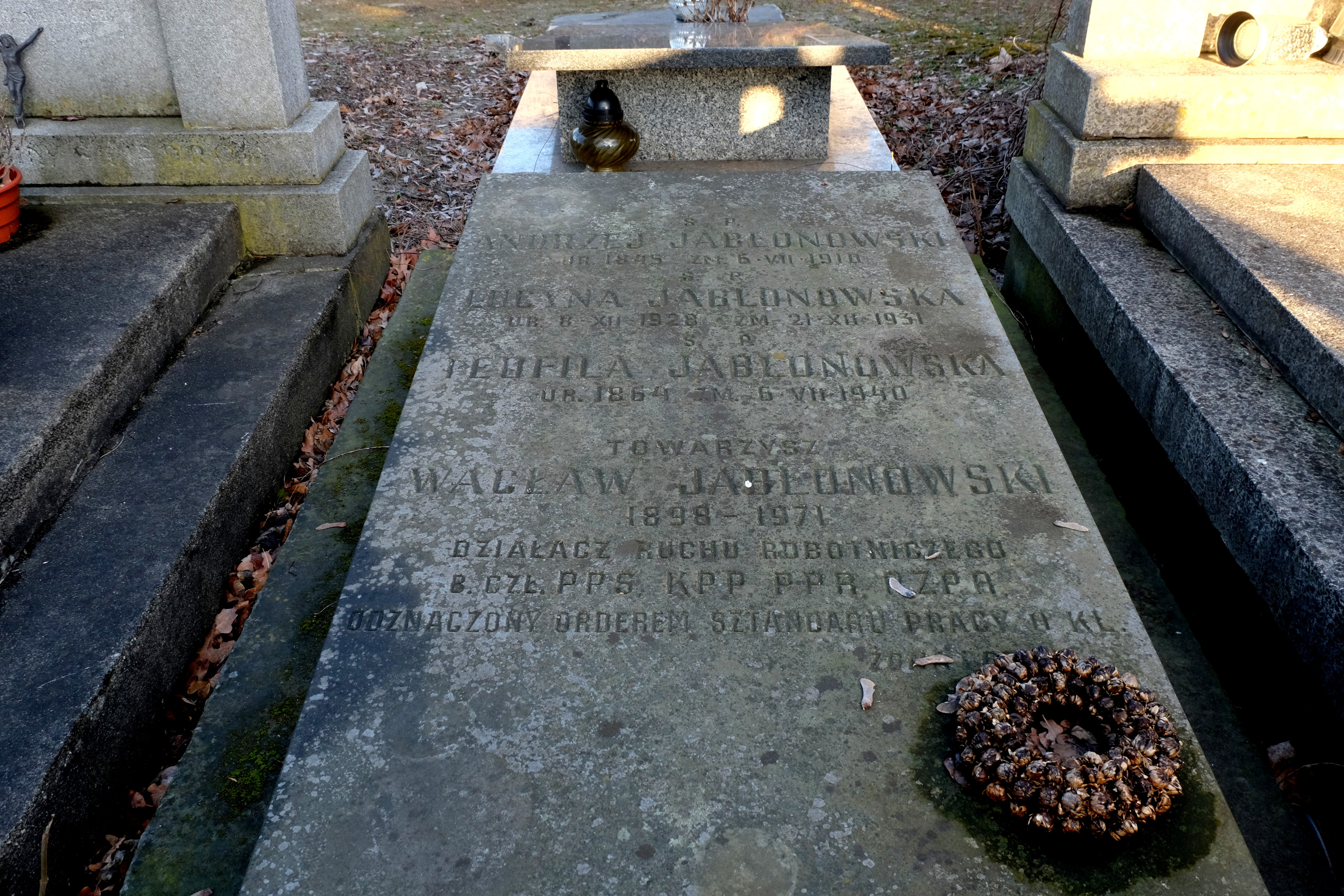
Grób działacza komunistycznego Wacława Jabłonowskiego na cmentarzu Bródnowskim w Warszawie

Skończył 3 klasy szkoły podstawowej i od 1912 pracował w fabryce drutu, sztyftów i gwoździ. W 1915 wywieziony na roboty do Niemiec, skąd w 1916 zbiegł. W 1917 wstąpił do PPS-Lewicy i związku zawodowego metalowców, w 1918 brał udział w rozbrajaniu Niemców w Warszawie, od grudnia 1918 działał w KPRP/KPP. Wielokrotny delegat fabryczny i członek komitetów strajkowych. W latach 1920–1921 odbywał służbę wojskową w Warszawie. W 1924 wydalony ze Związku Zawodowego Metalowców za prowadzenie działalności komunistycznej, w 1927 przyjęty ponownie. Członek zarządu sekcji druciarzy i gwoździarzy w tym Związku. Działał w MOPR, od sierpnia 1942 w PPR, współorganizator komórki partyjnej w fabryce drutu. Organizował kolportaż prasy PPR i zbierał składki na działalność PPR. W lipcu 1944 współorganizował Komitet Samoobrony Robotniczej w fabryce. We wrześniu 1944 został sekretarzem fabrycznego koła PPR (do 1946), a w listopadzie 1945 wicedyrektorem ds. technicznych tej fabryki. Organizował związki zawodowe, od stycznia 1945 do 1947 był przewodniczącym warszawskiego oddziału Związku Zawodowego Metalowców (ponownie od IV 1950) i członek Wydziału Wykonawczego Zarządu Głównego tego Związku. Współorganizował spółdzielnie w dzielnicy Praga-Północ, w 1946 brał udział w kampanii przygotowawczej do referendum. W okresie 1948–1950 pełnomocnik Komisji Kontroli Partyjnej przy Komitecie Dzielnicowym PZPR Praga Centralna. W latach 1952–1957 starszy inspektor i sekretarz Oddziałowej Organizacji Partyjnej w Ministerstwie Przemysłu Maszynowego, później na rencie dla zasłużonych. Był odznaczony m.in. Orderem Sztandaru Pracy II klasy.